# António Cardoso Avelino
António Cardoso Avelino, à l'origine connu sous le nom d'Antonio Cardozo Avellino (Lamego, 1822 - 6 décembre 1889) est un juriste et homme politique portugais.

## Biographie

### Naissance
Il est né en 1822, dans la ville de Lamego.

### Carrière politique
António Cardoso Avelino est ministre des Travaux publics sous la présidence de Fontes Pereira de Melo. Au cours de son mandat, plusieurs propositions de voies de chemins de fer sont émises, notamment un chemin de fer transversal de Ponte de Santana à São Martinho do Porto en passant par Cartaxo, Rio Maior, Óbidos et Caldas da Rainha, et un autre de Vila Real à Viseu via Peso da Régua et Lamego, présenté par l'homme d'affaires allemand Maximiliano Schreck.
Il va ensuite au ministère de la Justice et a été promu adjoint du procureur général de la Couronne puis procureur général et enfin administrateur de la Casa de Bragança.

### Fin de vie
António Cardoso Avelino souffre au cours de ses dernières années d'une blessure aortique, qui est ensuite accentuée en raison d'une pneumonie. Il décède le 6 décembre 1889. Il est marié à une fille du conseiller Paiva Pereira et avait une fille.